# سفين شيبلوك
سفين شيبلوك (بالألمانية: Sven Schipplock)‏ (8 نوفمبر 1988 رويتلينغن ألمانيا - ) هو لاعب كرة قدم ألماني، يلعب كمهاجم.

## روابط خارجية
- سفين شيبلوك على موقع قاعدة بيانات كرة القدم.إي يو (الإنجليزية)
- سفين شيبلوك على موقع بيانات كرة القدم. دي إي (الألمانية)
- سفين شيبلوك على موقع Soccerway.com (الإنجليزية)
- سفين شيبلوك على موقع عالم كرة القدم.نت (الإنجليزية)
- سفين شيبلوك على موقع AS.com (الإسبانية)